# シマネジェットフェス
シマネジェットフェス（英：Shimane Jett Fes.）は、島根県松江市で開催されている野外音楽フェスティバル。ギターウルフが主催。

## 概要
2017年、ギターウルフの結成30周年プロジェクトとして「GUITAR WOLF 30th ANNVERSARY PROJECT シマネジェットフェス ヤマタノオロチライジング2017」をギターウルフ・セイジの故郷である島根県松江市（古墳の丘古曽志公園）で開催。以降、毎年秋ごろに開催されている。フェスの翌日には後夜祭ライブも開催される。
会場は、ヤマタノオロチステージ、スサノオステージ、クシナダステージに分かれている。この他、DJブース、フードコート、出店ブース、子供エリアなどが設けられている。
運営費は、企業スポンサーに頼らず、チケット収入とクラウドファンディングで集めた資金、発起人であるセイジのポケットマネーで賄っている。2019年は、入場料無料のフリーライブ化を目指して目標900万円のクラウドファンディングを行っている。

## 開催リスト

### 2017年
- 「GUITAR WOLF 30th ANNVERSARY PROJECT シマネジェットフェス ヤマタノオロチライジング2017」
- 2017年10月7日

出演者
- ギターウルフ / まりこふん / 多根神楽団 / KING BROTHERS / Have a Nice Day! / ラモーン部 / ピラミッドス / GASOLINE / THE TOMBOYS / 私の思い出 / THE VOTTONES / 戸川純 avec. おおくぼけい / DJみそしるとMCごはん / おとぼけビ～バ～ / クリトリック・リス / THE LET'S GO's / 油井ジョージ / ダニー坊や / しげるカントリー / 井上千秋 / homme / 松江ニューオリンズ倶楽部 / まちゃまちゃ（司会）

### 2018年
- 「シマネジェットフェス・ヤマタノオロチライジング2018」
- 2018年9月29日

出演者
- ギターウルフ / 大森靖子 / POLYSICS / 画鋲（三宅弘城、宮藤官九郎、よーかいくん） / タブレット純 / ミノタウロス / ラモーン部 / まりこふん / ギターパンダ / GASOLINE / Whateverglades / 門脇大樹 / 油井ジョージワンマンバンド / 110番 / SHAMALAMA / 石見神楽温泉津舞子連中 / なるせ女剣劇団 / カラコロサーカス / あほ男 / 山陰マイケルダンスチーム / 風船おじさん / ドクターすとっぷ! / 松江ニューオーリンズブラスバンド / よしとのロック紙芝居 / 錯乱前戦 / DJわいざん / まちゃまちゃ（司会）

### 2019年
- 「シマネジェットフェス・ヤマタノオロチライジング2019」
- 2019年9月21日

出演者
- ギターウルフ / 水前寺清子 / 石野卓球 / ウルフルケイスケ / 飯南神楽団 / milktub / THE NEATBEATS / KING BROTHERS / ザ50回転ズ / GASOLINE / THE NUGGETS / THE LET'S GO's / よしとの紙芝居 / DJわいざん / 油井ジョージワンマンバンド / 門脇大樹 / あほ男 / カラコロサーカス / なるせ女剣劇団 / 風船おじさん / まちゃまちゃ（司会）

### 2020年
- 「SHIMANE JETT FES.2020 ～世界とつながるゼBABY!!」
- 2020年9月26日

出演者
- GUITARWOLF / JOAN JETT&BLACK HEARTS（from US） / JON SPENCER & THE HITMAERS（from US） / TJIROS / THE DEVIL DOGS（from US） / TEENGENERATE / BIG BOYS（from US） / RIP OFFS（from US） / OBLIVIANS（from US） / THE NEW BOMB TURKS（from US） / THE PHANTOM SUFERS（from US） / AUTORAMAS（from Brazil） / BOOGIE BOY IKUTO / KING BROTHERS / THE NEATBEATS / GASOLINE / THE TACOSAN / SEPPUKU PISTOLS / EMGT（from US） / PEELANDER-Z（from US） / WHATEVERGLADES（from US） / THE SCHIZOPHONICS（from US） / THE LET’S GO’S / ATOMIC SUPLEX（from UK） / THE GHOST WOLVES（from US） / BLACK MEKON（from UK） / BIPOLAR（from US） / THE SLOKS（from ITALY） / CINDY（from NEW ZEALAND） / RAMONEBU / MARIKOFUN、WATASHI NO OMOIDE / YOSHITO NO KAMISHIBAI / GORGE ONEMANBAND / AHO-OTOKO / NARUSEONNAKENGEKIDAN / KARAKORO CIRCUS / DAIJU KADOWAKI、MACHAMACHA / IWAMI KAGURA OUE-TAKAYAMA-KAGURASYACHU / and more

2020年は新型コロナウイルスの世界的流行を受け、オンライン・フェスティバルとして開催された。フェスティバルの模様は、ライブストリーミング・チャンネルDOMMUNEから8時間配信され、アメリカ、イギリス、イタリア、ニュージーランド、ブラジルなどからもライブ参加があった。DOMMUNEのスタジオから限定25名の有観客配信も行われた。当日のアーカイブはYouTubeで公開されている。

### 2022年
- 「シマネジェットフェス・ヤマタノオロチライジング2022」
- 2022年10月8日･9日

出演者
- ギターウルフ / The Courettes / T字路s / 曽我部恵一 / キングブラザーズ / 大上高山神楽社中 / 門脇大樹 / まりこふん / よしとの紙芝居 / ニートビーツ / ザ・ナゲッツ / ザ・ハイマーツ / ラモーン部 / 忘れてモーテルズ / キンゴンズ / ガソリン / Johnny Pandora / まちゃまちゃ / カラコロサーカス / 風船おじさん / アウトクラウドエンターテイメント / ウルフ★セブンティーン / インチキシャム猫 / The Pints / ハクチボーイズカンパニー / DNA GAINZ 出展者
  - ジェット・ドリンクブースBAR ISAYA / Logo SENTO 宍道湖北 / 海士物産 / カメノ食堂 / 朝日ヶ丘団地 / ジェットママ / ツキカフェ（ら～めん茶屋てまり）

### 2023年
- 「シマネジェットフェス・ヤマタノオロチライジング2023」
- 2023年10月7日･8日

出演者
- ギターウルフ / PUFFY / THE MUMMIES / 亜無亜危異 / 奇妙礼太郎 / 刺鹿神楽団 / おとぼけビーバー / KING BROTHERS / THE NEATBEATS / The Tiger / Jonny Pandra / KiNGONS / GASOLINE / ラモーン部 / よしとの紙芝居 / まちゃまちゃ / 門脇大樹 / ジロー今村 / なるせ女剣劇団 / 風船おじさん / 世界のジョー次 / パピコ・グランデ / やましたほほ / あほ男 / The Pins / RABAN / DNA GAINZ / THE☆バリュー兄弟 / ロイヤル嫁姑 / ウルフ★セブンティーン / シマネジェットブギーズ

出展者
- マリオ / ジェットママ / 朝日ヶ丘団地 / カメノ食堂 / 生餃子　おちょぼさん / オーベル

### 2024年
- 「シマネジェットフェス・ヤマタノオロチライジング2024」
- 2023年10月12日･13日

出演者
- ギターウルフ / D4 / Hot Machine / 怒髪天 / go!go!vanillas / 永野 / 忍原地頭所神楽団 / KING BROTHERS / THE NEATBEATS / ザ50回転ズ / THE NUGGETS / The Tiger / YAPOOL / GASOLINE / よしとの紙芝居 / ジロー今村 / 門脇大樹 /世界のジョー次 / パピコ・グランデ / 風船おじさん / 松江ニューオリンズブラスバンド / まちゃまちゃ / やーまん / DJリッキー / しまねっこ / スタールーズ / シマネジェットブギーズ / ウルフ★セブンティーン

出展者
- Polaris / マリオ / ジェットママ / 朝日ヶ丘団地 / （株）協洋 / おちょぼさん / カメノ食堂 / 八雲ことぶきフーズ